# Ann Elizabeth Isham
Ann Elizabeth Isham (25 de janeiro de 1862 – 15 de abril de 1912) era uma passageira do RMS Titanic. Foi uma das cinco mulheres da primeira classe (quatro adultas e uma criança) que morreram durante o naufrágio. Uma lenda não documentada afirma que ela provavelmente morreu porque não queria deixar para trás seu dogue alemão; uma mulher teria sido vista na água com os braços congelados ao redor de um cachorro.

## Biografia
Ann Elizabeth "Lizzie" Isham nasceu em 25 de janeiro de 1862, em Chicago, Illinois, primogênita e filha mais velha de Edward Swift Isham, advogado americano e político de Vermont, e Frances "Fannie" Burch. Seu pai estabeleceu um escritório de advocacia com Robert Todd Lincoln, filho do ex-Presidente americano Abraham Lincoln, chamado Isham, Lincoln & Beale em Chicago, Illinois.
Inicialmente vivia em Chicago e era membro do Friday Club e do Scribbler's Club. Em 1903 ela se mudou para Paris e vivia com sua irmã, Frances Isham, que tinha se casado com Harry Shelton.
O irmão de Isham, Edward Isham, vivia em Nova Iorque e Isham estava voltando para os Estados Unidos para passar o verão com ele. Ela embarcou em  Cherbourg em 10 de abril de 1912.
Sua cabine (C-49) era ao lado daquela usada pelo Coronel Archibald Gracie, embora ele não se lembrasse de tê-la visto. Se afirma que Isham estava a bordo de um bote salva-vidas pronto para partir quando lhe foi dito que não podia levar seu dogue alemão a bordo com ela. Ela decidiu sair do bote salva-vidas. Não há evidência real para isso, no entanto. Isham foi uma das quatro mulheres de primeira classe que morreram no desastre, e seu corpo nunca foi identificado. Alguns dias depois, um passageiro em um navio que passava pelo local do naufrágio relatou ter visto o corpo de uma mulher flutuando no oceano e segurando o corpo de um grande cachorro. Um memorial foi erguido por sua família em Vermont.